# カルロス・メンシア
ネド・アーネル・メンシア（Ned Arnel Mencia、1967年10月22日-）はホンジュラス生まれの米国コメディアン、作家、俳優で、カルロス・メンシアという芸名（以前はネド・ホルネスと名乗っていた）で知られている。
彼の芸風はしばしば政治的であり、人種、文化、刑事裁判、社会階級の問題を扱うことが多い。2008年に打ち切られたコメディ・セントラルの番組『マインド・オブ・メンシア(en)』の司会者として彼は最もよく知られている。この当時、メンシアは自身の日常的な漫談にて同業芸人のジョークを盗作したとの告発を幾つか受けた。

## 前半生
メンシアはホンジュラスのサン・ペドロ・スーラで、18人兄弟の17番目として生まれた。彼の母親マグデレナ・メンシアはメキシコ人で、父親のロベルト・ホルネスはホンジュラス人だった。生まれた当時、メンシアの母親は父親のドメスティックバイオレンスを受けていたため、息子に父親の姓を付与するのを断った。彼の出生証明書に記載されている名前は「ネド・アーネル・メンシア」である。ただメンシアは生物学上の父親にも配慮して、とりあえずはホルネスの名前で暮らし、18歳までは「ネド・ホルネス」と呼ばれていた。
叔母のコンスエロと叔父パブロ・メンシアにより、メンシアはカリフォルニア州イーストロサンゼルスのローマカトリック教会の教えの元に育てられた。本人が認めるとおり、成長期にトラブルに巻き込まれずにいることは難しかったが、家族の助けもあって、彼は学校で優秀であり不良仲間（ギャング）とは関わらなかった。彼はロサンゼルス郡のガーフィールド高校に通った。メンシアは19歳の時に麻薬取引をするようになり、住居侵入盗をやらかした。彼はロサンゼルスのカリフォルニア州立大学で電気工学を専攻したが、ラフ・ファクトリー(en)で行われた夜のオープンマイク公演が成功した後、コメディでのキャリアを積むために中途退学した。彼には『マインド・オブ・メンシア』に頻繁に登場するジョセフ・メンシアという兄がいる。

## 経歴

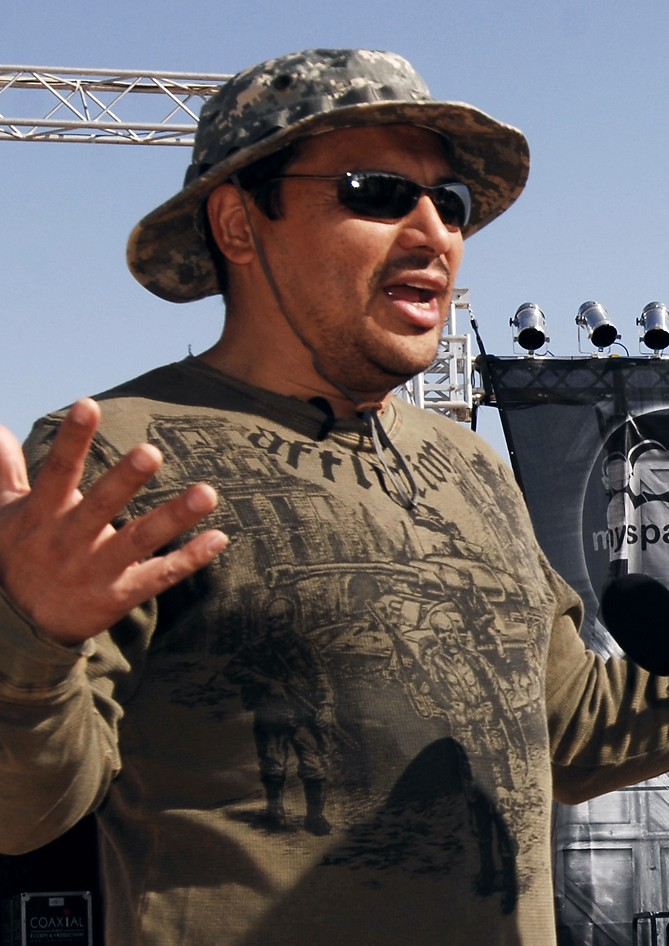
ペルシャ湾地域の米軍キャンプにてライブコンサート直前のメンシア

1988年、コメディ・ストアの支配人ミッチ・ショアがメキシコの観客にアピールするためメンシアの名前を「ネド」から「カルロス」に変えてはどうかと提案した。メンシアはコメディ・ストアやL.A.キャバレーといったロサンゼルスの有名なお笑い会場で芸を披露した。これら会場での彼の成功がアーセニオ・ホール・ショーやBuscando Estrellasへの出演につながり、そこで彼は「インターナショナル・コメディ・グランド・チャンピオン」という称号を獲得した。その後1994年に、メンシアはHBO制作のラテン系コメディ披露番組『Loco Slam』の司会者に抜擢された。
メンシアは『Loco Slam』に続いて1998年にガラビシオン制作の『Funny is Funny!』で司会を務めた。彼は漫談を続けることとなり、フレディ・ソトとパブロ・フランシスコとで行なった2001年の「ザ・スリー・アミーゴス」ツアーは大成功した。メンシアはまたHBOで30分特番を2回行い、その2回目でCableACE 賞を彼が勝ち取った。 ワーナーレコードによる彼の最初のコメディアルバム『Take A Joke America』のリリース後、2002年にメンシアは『コメディ・セントラル・プレゼンツ』という番組でその突出したパフォーマンスを披露した。
2000年代初頭にその経歴が飛び立つまで、メンシアはテレビ番組『モエシャ』 『ザ・シールド(en)』にゲスト出演の俳優として働き、映画『アウタタイム』とアニメ番組『プラウドファミリー』では主演も務めた。
2002年、彼は『コメディ・セントラル・プレゼンツ』で芸を披露した。 2005年3月、コメディセントラルはメンシア独自の30分コメディ番組『マインド・オブ・メンシア』を発表した。 この番組はデイヴ・シャペルの『Chappelle's Show』のように、メンシアの漫談とスケッチ・コメディーを組み合わせたものである。この番組は第1シーズンでそこそこの成功を収め、2006年春に第2シーズンとして復活すると『サウスパーク』に次いで2番目に高い評価を受ける番組となった。2008年打ち切り前の夏には第3シーズンとして復活した。『マインド・オブ・メンシア』は、Nedlos（メンシアの出生名と彼が米国で帰化する前に取得した名前を組み合わせたかばん語）による制作とされた。
メンシアはXMサテライトラジオとCBSラジオでやっていたオピー＆アンソニーのラジオ番組のゲストに時々呼ばれていた。2006年にメンシアは、オピー＆アンソニーが初めて主催するお笑いツアー公演(en)に参加した。
メンシアは第41回スーパーボウルでバドライトのコマーシャルに出演した。2009年11月、メンシアはBelly Burnerという減量食品のコマーシャルに登場するようになり、彼はそれを個人的に使用したと主張していた。
メンシアはレストランチェーンMaggie Rita'sの共同創設者で、一部店舗の共同オーナーだった。2013年1月までに、メンシアのレストランは悪評が相次いで閉鎖してしまったが、1店舗では名称のライセンスが継続していた。

## 批判
2010年のウォール・ストリート・ジャーナル記事によると、メンシアはデイン・クックやジェイ・レノと共に、コメディアン仲間から最も嫌われている人気の漫談家の3人だった。2006年、マクシム (雑誌)はメンシアを史上最悪のコメディアンの1人に挙げた。ゴーカー・メディアのマイク・ビホフは、メンシアについて「彼は古典的なコメディアンからジョークを盗むだけでなく、不必要にレイシストであり、喜劇的なタイミングの感覚を全く持っていなかった」と語った。

### 盗作の告発
2005年、コメディアンのジョー・ローガンは、メンシアが盗作者であると告発、メンシアが多くのコメディアンからジョークを盗用したとの主張を自身のウェブサイトに投稿した。2007年2月10日、ローガンは コメディ・ストアの舞台上でメンシアと対決し、彼の盗作行為を非難した。 ローガンは、ジョージ・ロペス、ボブ・レヴィ、ボビー・リー、アリ・シャファーといった他のコメディアンからの音声やビデオクリップと共に、口論のビデオを投稿した 。ローガンはまた、メンシアのインタビューやメンシアの定番ジョークと他の芸人のそれを比較する音声＆ビデオクリップを自身のブログに投稿している。
コメディアンのジョージ・ロペスもまた、自分のネタを盗作しているとしてメンシアを告発した。『ハワード・スターン・ショー』のインタビューで、ロペスはメンシアのHBO特番において自分のネタを13分盗作したとしてメンシアを非難した。彼はまた、盗作の疑いでメンシアと殴り合いになったと主張した。盗用されて使われたとロペスが公に指摘した唯一のジョークは、メンシアのHBO特番におけるタコベルのジョークだった。コメディアンのTed Sarnowskiはこの主張に反論し、1988年に自分がラジオで披露したジョークがラジオ局の面白住人ロペスによって無断で取られて後年に使われたものだと語った。Sarnowskiはこのジョークをメンシアに使用する許可を与えたと主張している。
メンシアはまた、ビル・コスビーからも定番ジョークを盗んだとして告発されている。 彼の特番『No Strings Attached』で、メンシアはテレビでの勝利の瞬間に息子が「愛してるよ、母さん！(I love you, Mom!)」と言うのを見たいがために、我が息子をフットボールのプロ選手に育成することに何年も費やす父親を少しばかり演じている。コスビーは自分のコンサート映画『Bill Cosby:Himself』で同様の演技をしており、自著『Fatherhood』にもその主題を簡単に書いていた。 メンシアはロサンゼルス・タイムズ紙に、自分はその映画を全く見たことないが自分とコスビーのジョークに複数の類似点があるのは残念だ、と語った。
盗用の申し立ては2009年4月8日にアニメ番組『サウスパーク』の「Fishsticks」という話で言及され、そこでは小学生のジミー・ヴァルマーが書いたジョークをメンシアが横取りしてしまう。暴行を受けそうな事態に直面して、彼は「それを横取りしたのは、実際のところ私には面白くないからだ！(中略）私はそのジョークを奪って、それをメキシコのアクセントで再度発表するだけだ！」と認めてしまう。
2010年5月、ポッドキャストにて行われた芸人マーク・マロンとの2時間インタビューで、メンシアは盗作問題について言及した。
2011年にメンシアは、盗作の告発が原因で治療を受けていたことをインタビューで語った。

### ハリケーン・カトリーナに関する発言
2009年2月、メンシアはニューオーリンズ・マルディグラに出場するクルー・オブ・オルフェウス(en)の有名人の顔ぶれから削除されることとなった。そこにはハリケーン・カトリーナの影響に関して彼がやらかした不適切コメントが引用されている。メンシアは自身の漫談中に「ハリケーン・カトリーナが起こしたことを私は喜んでいるよ。それは重要な教訓を私たちに教えてくれたんだ、黒人は泳げないってね」と発言したのである。

## 私生活
メンシアは、2003年に結婚した妻エイミーとカリフォルニア州ロサンゼルスで暮らしており、ルーカスパブロ・メンシアという子供がいる。

## 携わった作品

### 出演番組
- In Living Color (TV,1990),第2シーズン6話にてValet役
- モエシャ (TV,1999), 「Life Imitating Art」の回でCarlos役
- プラウドファミリー (TV,2001-05),Felixとして主演（声優）
- The Shield (TV,2002), 「Two Days of Blood」の回でGabo役
- Outta Time (2002), "Juancho"役
- 29 Palms (2002), "コメディアン"役
- マインド・オブ・メンシア (TV,2005-2008),司会者
- Drawn Together (TV,2006),"Mexican't Buy Me Love"の回でメキシコ王の役（声優）
- 童貞ペンギン (2007)
- ライラにお手あげ (2007), 叔父のTito役
- マッドTV! (2007), 自身の役
- マイファミリー・ウェディング (2010)
- Carlos Mencia: New Territory (2011)

メンシアはまた『コミックリリーフ』にも登場したことがあり、1994年の『Loco Slam』、1997年の『Latino Laugh Festival』、1998年の『Funny is Funny!』、2003年の『Uncensored Comedy: That's Not Funny』で司会を務めた。

### 音楽作品

#### アルバム
- Take a Joke America (2001)
- America Rules (2002)
- Unmerciful (2003)
- Spanglish (2006)

#### アルバム＆DVD
- Not for the Easily Offended (2003)
- Down to the Nitty Gritty (2004)
- No Strings Attached (2006)
- The Best of Funny is Funny (2007)
- Performance Enhanced (2008)
- Mind of Mencia Season 1 (2006)
- Mind of Mencia Season 2 (2007)
- Mind of Mencia Season 3 (2007)
- Mind Of Mencia Season 4 (2008)
- Carlos Mencia: New Territory (2011)